# Англо-французька війна (1627—1629)
Англо-французька війна 1627—1629 була частиною Тридцятирічної війни. В основному велася на морі, центром конфлікту стало місто Ла-Рошель — форпост гугенотів у Франції та найбільший центр спротиву центральному уряду.

## Передісторія та причини
Передумовою конфлікту став провал англо-французького союзу, укладеного в 1624 на вимогу Карла I для того, щоби забезпечити підтримку з боку Франції у боротьбі з Габсбургами. Союз було укладено попри побоювання англійських дипломатів щодо впливу ультра-католицької та прогабсбурзької партій на французького короля, які сягнули свого піку після приходу до влади кардинала Рішельє.
У вересні 1625 Рішельє використав орендовані у англійців військові кораблі для боротьби з флотом гугенотів та блокади Ла-Рошелі, розлютивши цим англійський двір. Англійська морська інтервенція була відвернена в останню мить мирними домовленостями між Людовиком XIII та гугенотами в лютому 1626. Невдовзі після цього Франція уклала сепаратну мирну угоду з Іспанією, що було розцінено в Англії як зрада. Намагання Рішельє посилити французький військовий флот також дратували англійський двір. Подальше погіршення англо-французьких стосунків викликало вигнання Карлом I французького оточення королеви Генрієтти-Марії — його дружини, захоплення англійцями французьких кораблів під приводом того, що вони перевозили вантажі для Іспанії, та захоплення французами у відповідь на це англійського флоту, що перевозив вина з Бордо.
У вересні Людовик XIII відправив в Англію нового посла, маршала Бассомп'єра, якому вдалося досягти компромісу щодо двору Генрієтти-Марії, відродивши надію на англо-французьке співробітництво. Проте угода була денонсована Людовиком в січні 1627, переконавши таким чином Карла I та його фаворита герцога Бекінгема у неможливості дружніх стосунків із Францією, допоки Рішельє знаходиться при владі.

## Початок війни та план англійців
Англія сподівалася використати невдоволення французької аристократії політикою Рішельє. В березні 1627 Бекінгем відправляє свого емісара Вольтера Монтегю до Франції для встановлення контактів з дисидентами. В червні того ж року Монтегю знову прибуває до Франції для координації повстання гугенотів. Згідно з планом, повстання мало початися на півдні Франції за підтримки Савойї, яка, обурена сепаратним миром, укладеним між Францією та Іспанією, пообіцяла надати війська. В той же час англійці повинні були атакувати західне узбережжя Франції, ініціюючи таким чином заколот в Ла-Рошелі. За сприятливих обставин англійці також мали спробувати атакувати Бордо.

## Перебіг війни

### Облога Іль-де-Ре англійцями
Англійський флот, що ніс на собі 100 верхових вояків та 6000 піхотинців, відплив від берегів Англії 27 червня 1627 та 10 липня досяг острова Іль-де-Ре (фр. Île de Ré) поблизу Ла-Рошелі. Бекінгем висадився на острів і розпочав облогу фортеці Св. Мартіна, сподіваючись, що її падіння послужить поштовхом для запланованого повстання. Успіх операції залежав від того, чи зможуть французи зібрати достатньо військ для зняття облоги, або англійці — для відбиття контратаки до того, як гарнізон фортеці почне голодувати.
27 вересня гарнізон фортеці погодився на капітуляцію. Проте, до укладення формальної домовленості, французам вдалося доставити необхідні припаси до фортеці, прослизнувши крізь облогу.
Попри думку військової ради, Бекінгем вирішив продовжувати облогу, заохочений тим, що заколот гугенотів нарешті розпочався, а також повідомленнями про довгоочікуване підкріплення. Проте відправлення підкріплень постійно затримувалося протягом усього літа. Врешті-решт, 18 жовтня, кораблі з підкріпленням були готові до відплиття, проте несприятливі вітри не дали змоги це зробити. До цього часу французам вдалося зібрати значні сили для зняття облоги і Бекінгем, після невдалої спроби штурму фортеці, вирішив зняти облогу. Проте на цей момент французи вже висадили на острів достатню кількість військ для того, щоби розпочати атаку на тилові частини англійських військ, які відступали вузькою греблею на сусідній острів, з якого Бекінгем планував відплити. В результаті цієї атаки Бекінгем зазнав принизливої поразки, втративши близько 1000 вояків та більшу частину офіцерів, поразки, яка значно посилила його непопулярність в Англії.

### Облога Ла-Рошелі французами
Після відступу англійців французи, в свою чергу, взяли в облогу Ла-Рошель в помсту за допомогу, надану Бекінгему. Англійський уряд вирішив відправити нову експедицію для зняття облоги влітку 1628. Критична потреба в фінансуванні змусила Карла I скликати парламент та ухвалити Петицію про права для отримання коштів. Під час підготовки експедиції Бекінгема було вбито 14 серпня 1628. Новим командувачем було призначено графа Ліндсі (англ. Lindsey), проте військо під його орудою не спромоглося зняти облогу Ла-Рошелі. Місто-фортеця капітулювало 18 жовтня 1628. Незабаром після цього почалися мирні перемовини, які завершилися укладеннями формального миру в квітні 1629.

## Наслідки
Поразка Англії призвела до її виходу з Тридцятирічної війни — мирний договір з Іспанією було підписано в 1630, а також до сплеску незадоволення політикою Карла I всередині англійської держави.